# Acanthocephalus
Acanthocephalus är ett släkte av hakmaskar som beskrevs av Koelreuter 1771, emm. Lühe,1911. Acanthocephalus ingår i familjen Echinorhynchidae.
Släktet Acanthocephalus indelas i:
- Acanthocephalus acutispinus
- Acanthocephalus acutulus
- Acanthocephalus alabamensis
- Acanthocephalus anguillae
- Acanthocephalus anthuris
- Acanthocephalus balkanicus
- Acanthocephalus breviprostatus
- Acanthocephalus clavula
- Acanthocephalus correalimai
- Acanthocephalus criniae
- Acanthocephalus curtus
- Acanthocephalus dirus
- Acanthocephalus domerguei
- Acanthocephalus echigoensis
- Acanthocephalus elongatus
- Acanthocephalus falcatus
- Acanthocephalus fluviatilis
- Acanthocephalus galaxii
- Acanthocephalus goaensis
- Acanthocephalus gotoi
- Acanthocephalus graciliacanthus
- Acanthocephalus haranti
- Acanthocephalus hastae
- Acanthocephalus japonicus
- Acanthocephalus kaskmirensis
- Acanthocephalus kubulensis
- Acanthocephalus lucidus
- Acanthocephalus lucii
- Acanthocephalus lutzi
- Acanthocephalus madagascariensis
- Acanthocephalus minor
- Acanthocephalus nanus
- Acanthocephalus opsariichthydis
- Acanthocephalus parallelotestis
- Acanthocephalus paronai
- Acanthocephalus pesteri
- Acanthocephalus ranae
- Acanthocephalus rauschi
- Acanthocephalus sameguiensis
- Acanthocephalus serendibensis
- Acanthocephalus srilankensis
- Acanthocephalus tahleguahensis
- Acanthocephalus tenuirostris
- Acanthocephalus tigrinae
- Acanthocephalus tumescens